# Театр корифеїв

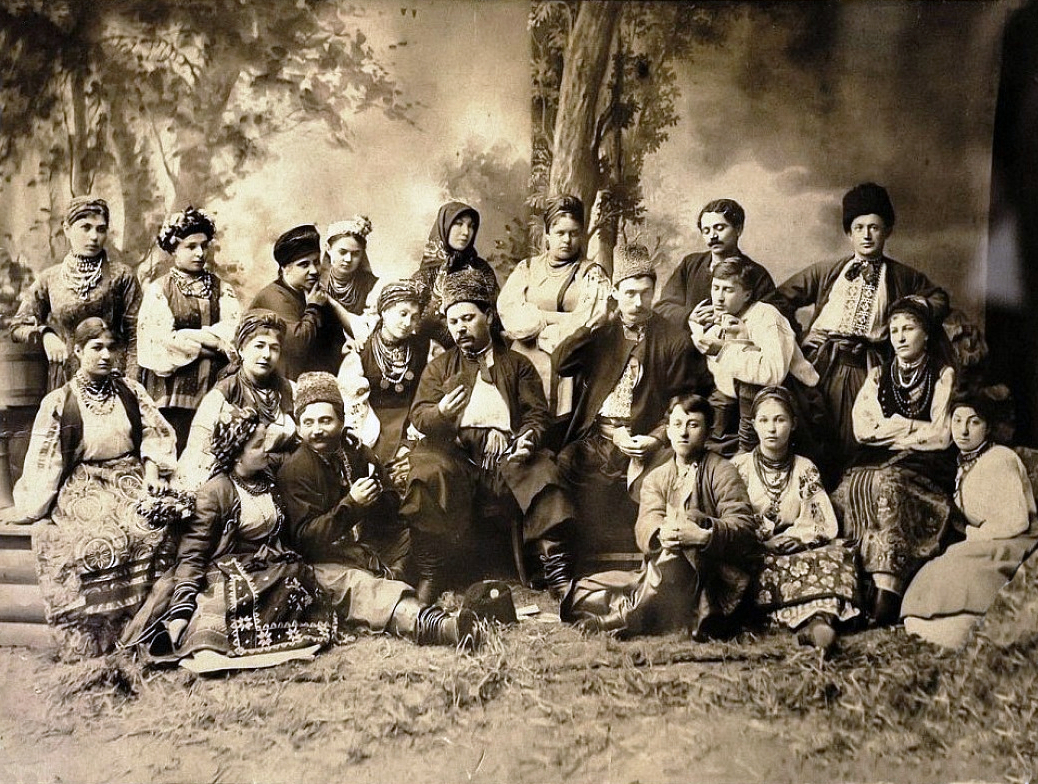
Трупа Кропивницького (сцена гри у карти), друга пол. 1880-х рр. Вгорі, з лївого боку починаючи: Нечай, Черновська, Затиркевич, Мартиненко, Нечай, Переверзева, Глєбов, Загорський.
Середнїй ряд: Доленко, А. Маркова (Одинцова), Заньковецька, Кропивницький, Садовський, Петро Карпенко, Ратмірова.
На долї: Хильченко (Тобилевичева), Саксаганський, Максимович, Полянська, Косюра

Теа́тр корифе́їв — перший високого рівня професійний український театр у підросійській Україні, що спеціалізувався саме на україномовному репертуарі (загалом першим таким професійним театром був театр Української Бесіди). Його було створено у жовтні 1882 року в Єлизаветграді. Офіційна назва тодішньої трупи — «Товариство акторів». Засновником театру був Марко Кропивницький, що володів усіма театральними професіями. Після нього найдіяльнішим був Микола Садовський, що боровся за українське слово та український театр за часів їх заборони.
З театром корифеїв також пов'язані імена Івана Карпенко-Карого, Михайла Старицького, Марії Заньковецької, Панаса Саксаганського, Марії Садовської-Барілотті, Ганни Затиркевич-Карпинської.
Стиль синкретичного театру, що поєднував драматичне й комедійне дійство з музичними, вокальними сценами, включаючи хорові й танцювальні ансамблі, вражав суто народною свіжістю й неподібністю до жодного тодішнього театру.

## Походження терміна

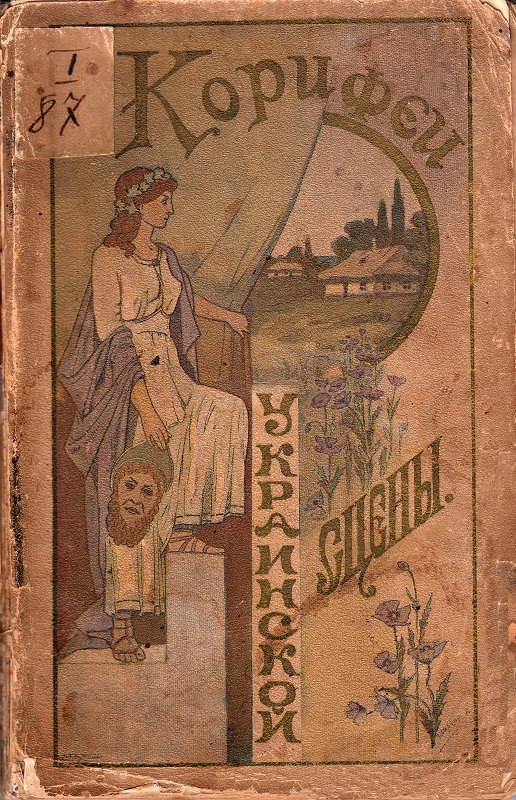
«Корифеї української сцени» (Київ, 1901)

В 1901 у Києві вийшла книга «Корифеї української сцени» (рос. «Корифеи украинской сцены»), яку через російські цензурні обмеження, написали анонімно українські інтелектуали. У ній провідних діячів українського професійного театру підросійської України було названо корифеями українського театру. Цей дещо поетичний термін в українській культурі став нерозривним з театром.
Книга була стислою історією театрального життя в Україні від часів
Відродження (XVI–XVII ст.), а також — портретною характеристикою визначних митців-театралів кінця ХІХ — початку ХХ ст. Книга містила статті про Марка Кропивницького, Михайла Старицького, братів Тобілевичів (Івана Карпенка-Карого, Миколу Садовського, Панаса Саксаганського), Марію Заньковецьку, Ганну Затиркевич-Карпинську та «славного музику» Миколу Лисенка.
За свідченням Олександра Лотоцького цю монографію готувало до друку видавництво «Вік», співробітникам якого, літературознавцям Василю Доманицькому та Сергію Єфремову належало й авторство значної частини розділів книги. Сам Лотоцький ймовірно міг бути організатором видання та автором вступної статті до нього та нарису про Кропивницького. Ймовірно над виданням також працювали співробітник видавництва «Вік» Володимир Дурдуківський та Федір Матушевський. На відміну від офіційного у тодішній Російській імперії терміна «[[Малоросія]]», у книзі послідовно витримано назву «Україна» та всі похідні від неї: «український», «українська» тощо.

### Корифеї українського театру

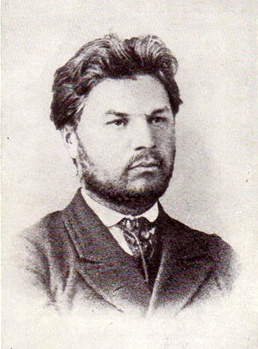
Марко Кропивницький
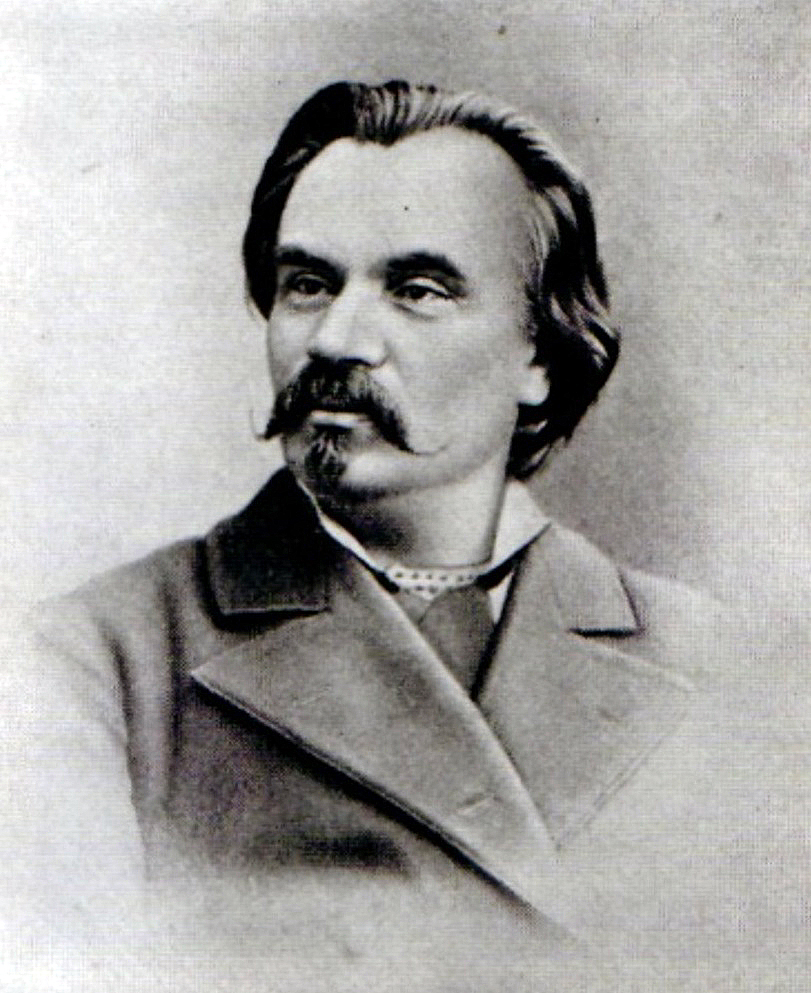
Михайло Старицький
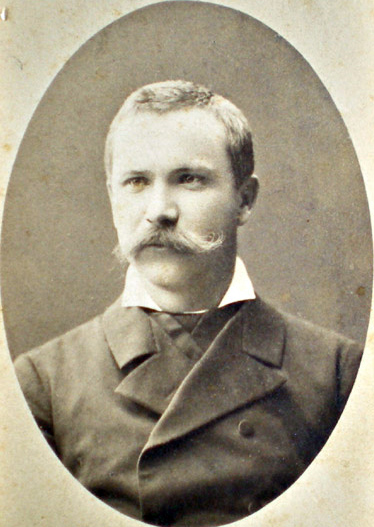
Іван Карпенко-Карий
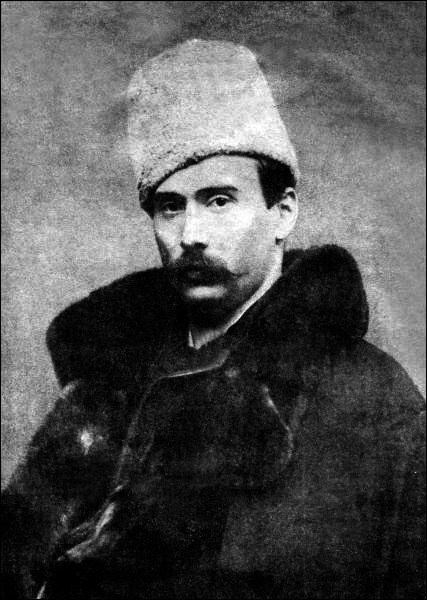
Микола Садовський
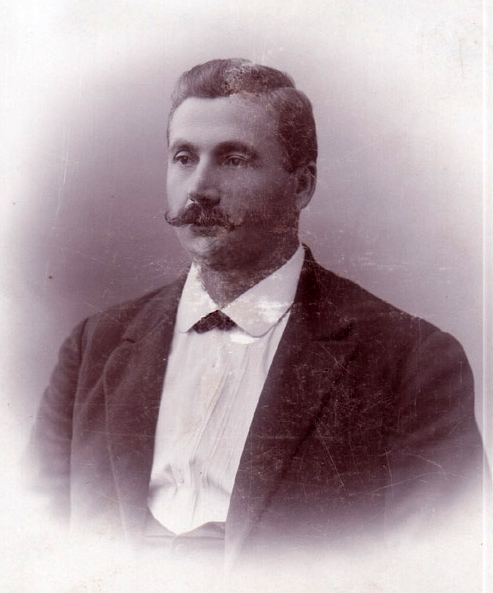
Панас Саксаганський
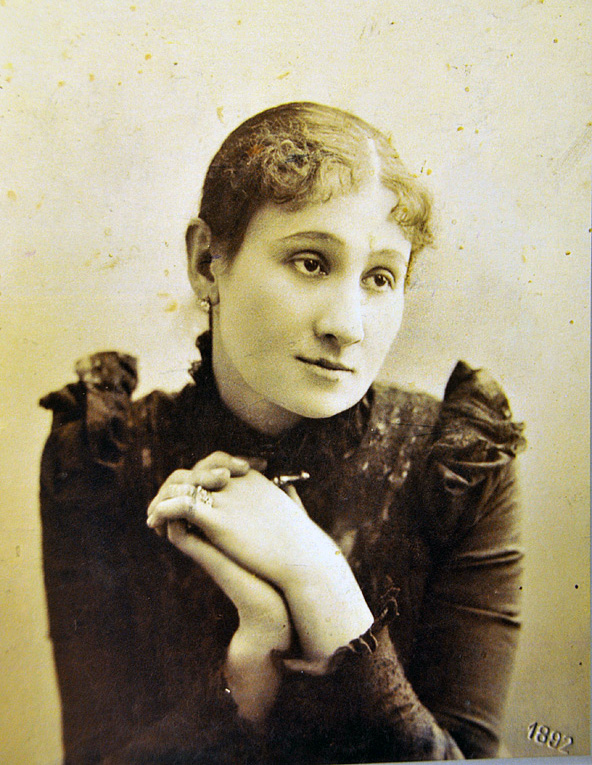
Марія Заньковецька
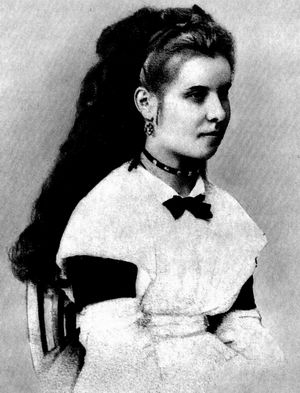
Ганна Затиркевич-Карпинська
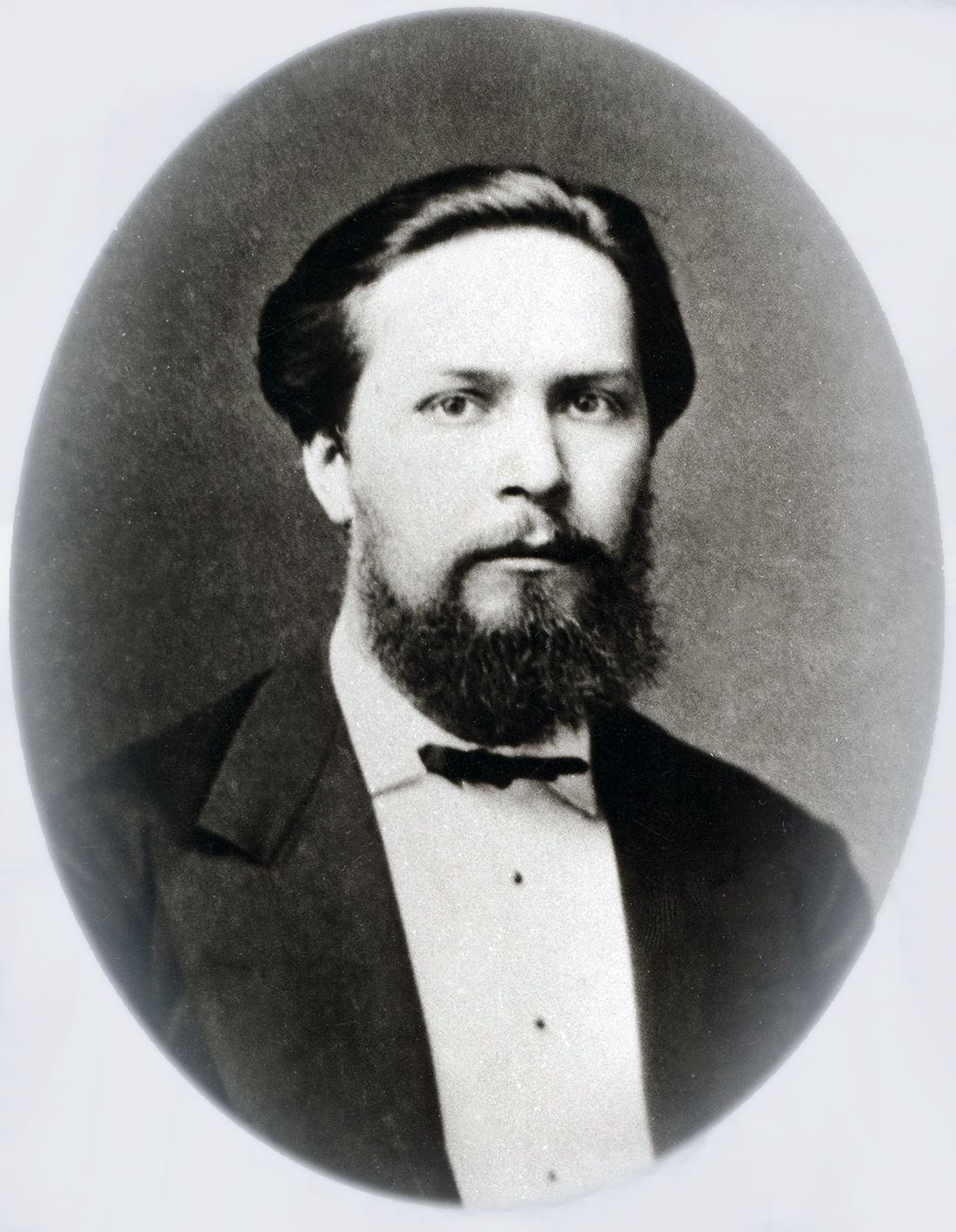
Микола Лисенко

## Історія

### Передісторія

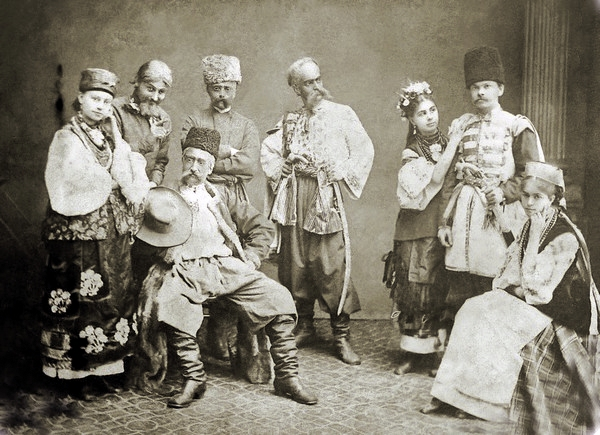
Перші виконавці опери «Різдвяна ніч». Стоять: Солоха (Л. Липська), Дяк (А. Матвіїв), Чуб (В. Новицький), Пацюк (Габель), Оксана (Лисенко), Вакула (Русов). Сидять: Голова (Богданів), Одарка (Н. Булах). Київ, 1873

На початку 1870-х рр. у Києві давні друзі й родичі письменник Михайло Старицький та композитор Микола Лисенко організували «Товариство українських сценічних акторів», метою якого був розвиток українського театрального мистецтва.
5 (17) грудня 1872 р. в приміщенні початкової школи сестер Марії та Софії Ліндфорс відбулася перша вистава українського музичного театру в Києві — «Чорноморці», автором якої був Лисенко, а постановником — Старицький. Він же — автор лібрето (за мотивами твору Якова Кухаренка).

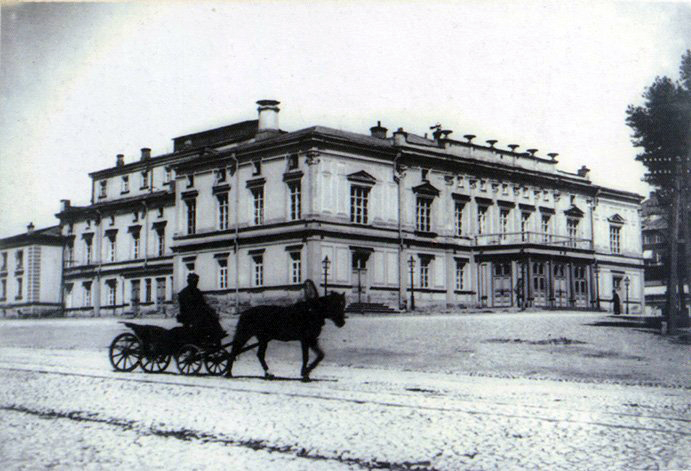
Київський міський театр, 1885

25 січня 1874 у Київському міському театрі відбулася прем'єра опери «Різдвяна ніч» (режисери М. Старицький та П. Чубинський, дириґент І. Альтані).
«Різдвяна ніч» мала великий успіх у глядачів. Публіка з захопленням вітала й сам твір, і його виконання, і артистів. Упродовж кількох днів, відколи вперше на великій сцені було зіграно «Різдвяну ніч», оперу давали ще тричі. Київ був переповнений аріями й хоровими співами колядок з «Різдвяної ночі», хоч Різдво минуло давно.
Паралельно з тим у 1860-х роках, на Півдні, у Херсонській губернії, спершу в Бобринці, а потім у Єлисаветграді склався аматорський театральний гурток, яким керували Марко Кропивницький та Іван Тобілевич. Іван також залучав до вистав своїх молодших братів Миколу та Панаса і сестру Марію. Учасники гуртка активно ставити п'єси українських авторів.

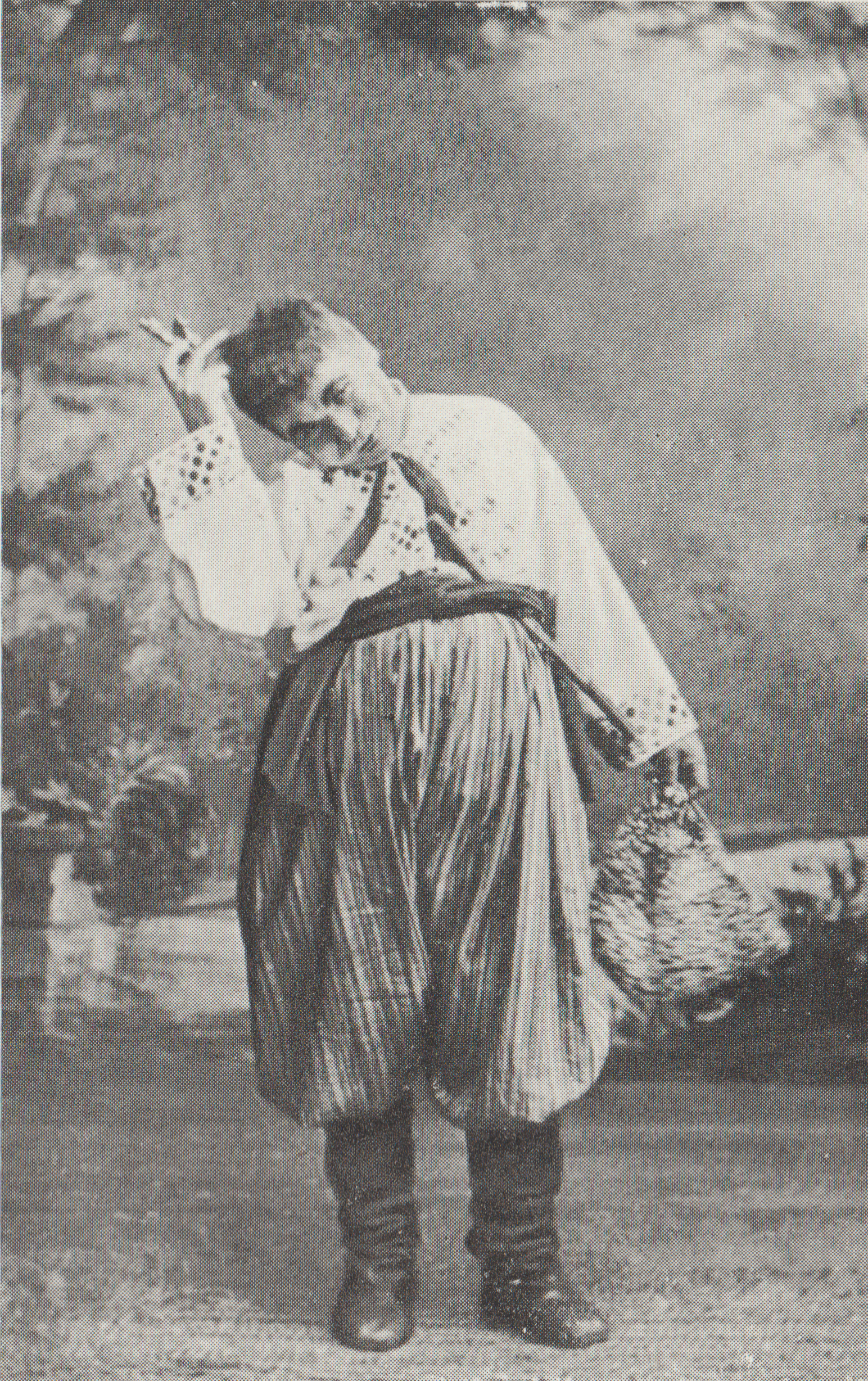
Марко Кропивницький у ролі Стецька

1871 року Кропивницький переїздить до Одеси та розпочинає кар'єру професійного актора з виконання ролі Стецька у «Сватанні на Гончарівці». Його дебют був дуже прихильно зустрітий публікою й критиками. «Справжньою подією стало те, — писав історик мистецтв Дмитро Антонович, — що через двадцять років після смерті Соленика і сім років після смерті Щепкіна знову з'явився на українській сцені актор, що дорівнював їм силою і характером свого таланту, актор, що виконував ті самі ролі, але вже з нахилом до іншого стилю, і працював, одухотворений надією на самостійний український театр, відрубний від московського, з яким до того часу він був механічно сполучений».
Восени 1873 року у Харкові йому, вже як режисеру, вдалося поставити кілька українських п'єс, а також власну — «Дай серцеві волю, заведе у неволю». Слава Кропивницького як актора й режисера сягнула за межі України, й на літо 1874 він отримує запрошення на чолі невеличкого театрального колективу приїхати з українським репертуаром на гастролі до Петербурга. Гастролі тривали протягом трьох з половиною місяців. Це був перший успішний виступ української трупи у столиці імперії.
У 1875 Кропивницький на запрошення театрального товариства «Руська бесіда» пів року гастролював українськими землями в Австрійській імперії, де не діяли російські обмеження. Завдяки такій співпраці відбувся обмін досвідом між українськими театралами, що були розділені кордонами імперій. Під час гастролей Кропивницький відчував себе посланцем національної культури. «Мене тут, по сцені, вважають апостолом», — писав він.
У 1876 Кропивницький працював режисером і актором у трупі Д. Ізотова, репертуар якої, завдяки його старанням, значною мірою складався з українських п'єс.
Проте у травні 1876 року російський імператор Олександр II підписав Емський указ, яким прагнув зупинити розвиток української культури та витіснити українську мову з публічної сфери. Російська влада заборонила україномовні книжки, викладання у школах, концерти й театральні вистави. Таким чином український театр на території Російської імперії було фактично знищено.
У 1881 році, після убивства Олександра ІІ та зміни імператора, а також завдяки багаторічній боротьбі представників українського руху, українці одержали можливість ставити вистави українською мовою. При всіх обмеженнях і умовностях (перед кожною українською виставою мусила відбутися російська) цей крок міністерства внутрішніх справ все-таки легалізував український театр. Крім того, відповідним урядовим циркуляром заборонялося «влаштування спеціально малоросійського театру і формування труп для виконання п'єс і сцен суто на малоруському наріччі».
Дозвіл на постановки українських п'єс на теренах Російської імперії восени 1881 року став ключовою віхою в історії українського театру. Свої перші кроки новий український театр розпочав восени того ж 1881 року у Зимовому театрі міста Кременчук, де у трупі Григорія Ашкаренка режисером й провідним актором працював Марко Кропивницький. Можливість створення національного театру надихнула його на згуртування навколо себе однодумців, разом з якими він починає ставити українські п'єси, які у той час були дуже популярними, а надто серед простого люду. Публіка скучила за виставами рідною мовою протягом років заборон. Розпочалася нова доба українського театру з постановки «Наталки Полтавки». За словами Садовського, «перша вистава була цілковитий, загальний тріумф».

Меморіальна дошка на фасаді Національного академічного драматичного театру імені Лесі Українки

Українські твори ставилися у Кременчуці протягом місяця. Крім «Наталки Полтавки» були поставлені п'єси «Дай серцеві волю, заведе у неволю» Кропивницького, «Сватання на Гончарівці», «Шельменко-денщик» і «Щира любов» Квітки-Основ'яненка, «Гаркуша» Стороженка, «Кум-мірошник, або Сатана в бочці» Дмитренка, «Як ковбаса та чарка, то минеться й сварка» Старицького та деякі інші. А перед самим Різдвом відбулися короткотривалі гастролі у Харкові, потім у Полтаві й знову у Кременчуці.

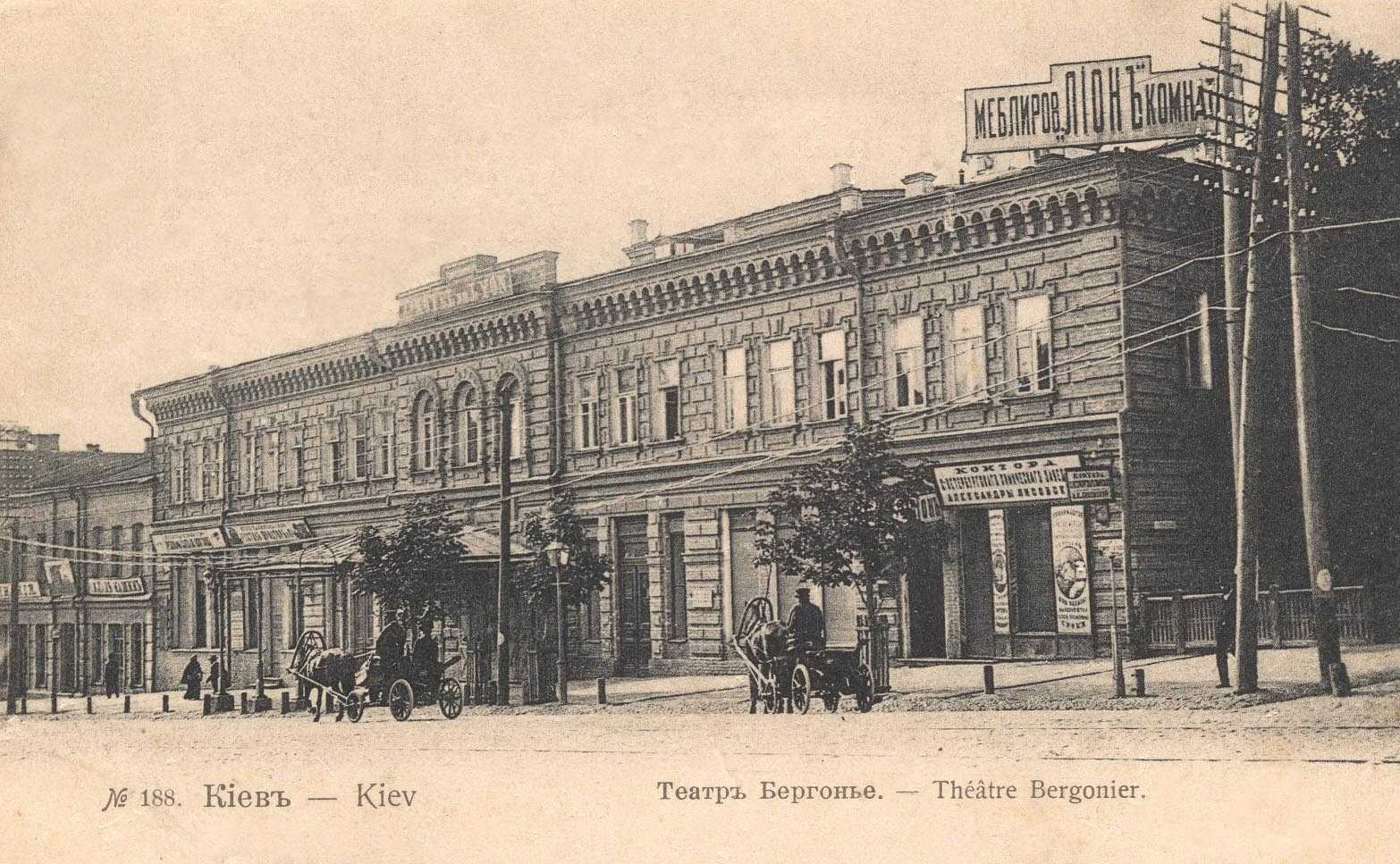
Театр Бергоньє

На початку 1882 року українські актори на чолі з Кропивницьким приїздять до Києва. Розпочалися вистави 10 січня у театрі Бергоньє. Грали Шевченкового «Назара Стодолю». Головну роль (Назара) виконував Кропивницький. «Оплесків таких я не чув і в Харкові», — згадував пізніше митець. Однак, попри значний успіх, після закінчення київських гастролей театральне товариство розпалося. Формальною причиною було наближення Великого посту, під час якого вистави заборонялися. Хоча набагато більше підстав вважати, що Кропивницького не влаштовував низький фаховий рівень більшості членів трупи, які навряд чи могли впоратися з тими високими завданнями, котрі висував перед ними керівник. Характеризуючи згодом київські вистави Людмила Старицька-Черняхівська зазначала, що своїм успіхом вони були зобов'язані передусім двом акторам Маркові Кропивницькому та Миколі Садовському. Це визнавали навіть прихильні до українського театру газети «Заря» і «Труд», які  «головним чином вихваляли» цих майстрів української сцени, а «про трупу здебільшого недоговорювали».

### Перші роки

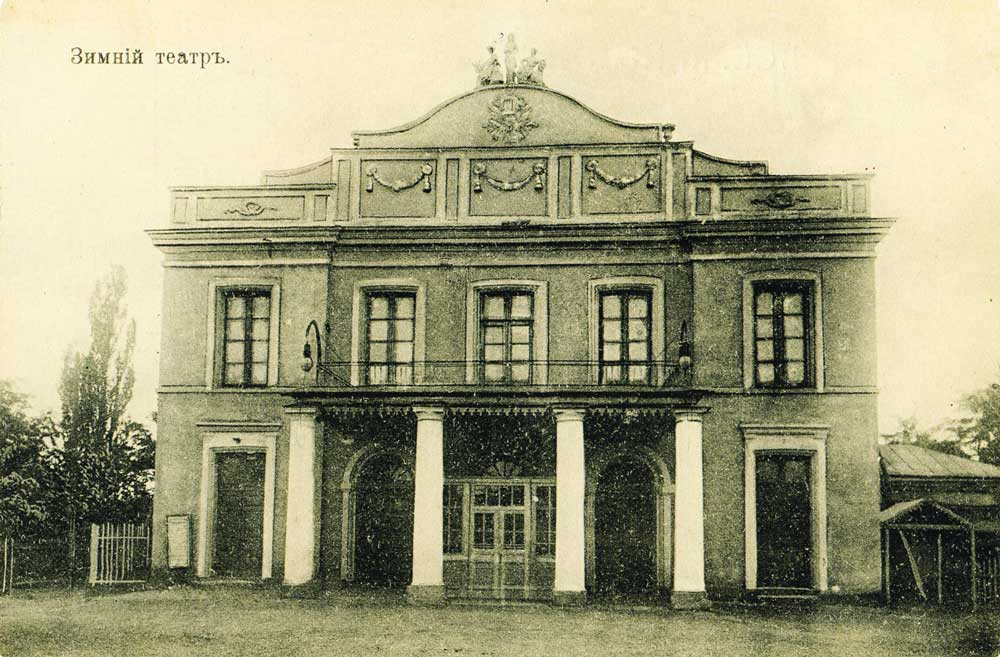
Єлисаветградський театр, у якому 27 жовтня 1882 р. відбулась перша вистава «Товариства українських артистів під орудою М. Л. Кропивницького».

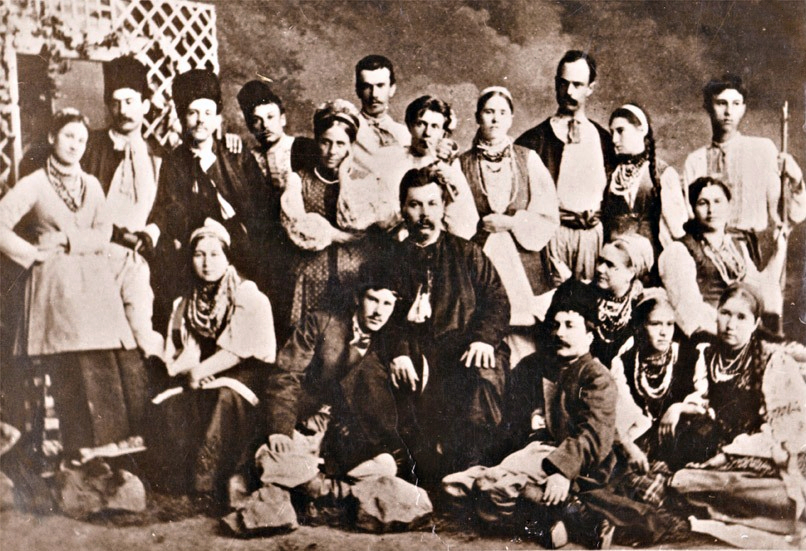
Трупа Марка Кропивницького, 1882 або 1883. Кропивницький у центрі, Заньковецька стоїть крайня ліворуч.

Часом появи «канонічного» колективу, що дав початок явищу згодом відомого як «театр корифеїв», вважається кінець жовтня 1882 року. Саме тоді Кропивницький здійснив ще одну спробу зібрати трупу, відповідно до своїх режисерських вимог. Сталося це у Єлисаветграді. Трупа мала назву «Товариство акторів» й офіційно вважалася російсько-малоросійською, задля обходу цензурних обмежень. До складу Товариства акторів увійшли такі згодом відомі майстри сцени, тоді ще учні Кропивницького, як Микола Садовський, (Тобілевич), Марія Заньковецька (Хлистова, до шлюбу Адасовська), Н. Жаркова, О. Вірина, А. Маркова (Одинцова), І. Загорський, Л. Манько та інші. І хоча майже всі артисти, крім керівника та двох акторів російськомовних труп (І. Бурлаки та К. Стоян-Максимовича), були аматорами чи такими, що всього один театральний сезон виступали на професійній сцені (як, наприклад, М. Садовський), це були найкращі акторські сили українського народу. Вік більшості з них становив 19—25 років. Згодом до товариства приєдналися Ганна Затиркевич-Карпинська (Ковтуненко), Панас Саксаганський (Тобілевич), Іван Карпенко-Карий (Тобілевич), Марія Садовська-Барілотті (Тобілевич) та ін.

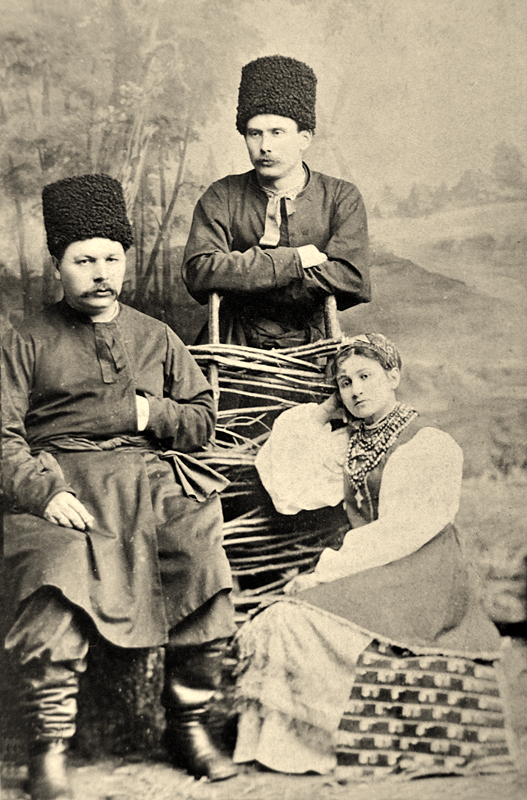
М. Кропивницький, М. Садовський та М. Заньковецька, 1883-84 рр.

Розпочалися виступи Товариства акторів 27 жовтня 1882 року з постановки «Наталки Полтавки». Саме у цій постановці в ролі Наталки дебютувала на професійній сцені Марія Заньковецька. Вже після перших вистав стало зрозуміло, що трупа Кропивницького є прекрасно злагодженим ансамблем з великими потенційними можливостями. Це підтвердилося й під час гастролей у Києві наприкінці того ж 1882 року. Усі вистави трупи користувалися незмінно великою популярністю, особливо серед української частини населення. І це, звичайно, не могло не насторожити владні структури, які понад усе боялися проростання в українському суспільстві паростків національної свідомості. А тому з метою запобігання розвитку небажаних для російської імперської влади подій київський генерал-губернатор Олександр Дрентельн із власної ініціативи заборонив виступи українських театральних колективів на території підвладного йому Київського генерал-губернаторства, що складалося з Київської, Волинської та Подільської губерній, а також  у Полтавській і Чернігівській губерніях, якими він керував за сумісництвом. Натомість преса, зокрема газети «Труд», «Заря», «Южный край», «Одеський листок» публікували схвальні відгуки про виступи українських акторів.
Через заборони російських чиновників, колектив потребував додаткових фінансових вливань, зокрема й задля розширення можливостей гастрольної діяльності. Кропивницький почав шукати людину, котра б змогла у цьому допомогти. За словами Садовського, «ще в той час, коли трупа вперше грала в Києві, поміж київською громадою українців була нарада, що треба комусь із грошовитих громадян стати на чолі трупи і поставити діло якнайкраще, бо, розуміється, актори всі — біднота, не змогли зразу обставити блискучо всякий спектакль, на це треба було затратити зразу чимало грошей». Через деякий час таку людину Кропивницький знаходить у особі відомого українського драматурга Михайла Старицького, якому в серпні 1883 й передає керівництво колективом, залишивши за собою режисерську й акторську роботу..
Старицький продав свій маєток і майже всі отримані гроші витратив на потреби театру. Під орудою Старицького трупа розпочала свій перший театральний сезон (зимовий) в Одесі. Потім були гастролі в Миколаєві, Єлисаветграді, Житомирі, Ростові-на-Дону, Воронежі та багатьох інших містах Росії. У цей час трупа вже мала власний оркестр, непогані для тієї доби декорації й гардероб. Все це сприяло не лише піднесенню авторитету українського театру, а й поліпшенню матеріального становища акторів. Співпраця Кропивницького зі Старицьким тривала близько двох років.
Водночас трупа непомірно розрослася, що негативно позначилося на її фінансовому становищі. За словами Миколи Садовського, у колективі була «сила людей», які «майже нічого не робили, а тільки тягарем лежали на бюджеті». Старицький знайшов вихід у тому, що став розділяти товариство навпіл. Одна частина трупи грала, наприклад, у Новочеркаську, а друга — в Ростові. Тим часом з трупи вийшли Г. Затиркевич-Карпинська «через зменшування платні, Максимович і навіть М. К. Заньковецька, бо не зійшлися в умовах». Покинув трупу й М. Садовський. На цьому тлі загострились особисті стосунки між Кропивницьким і Старицьким, які, зрештою, на базі великого драматичного колективу утворили дві самостійні трупи. Сталося це у квітні 1885 року.
Деякі дослідники вважають, що, мовляв, «через непогамованість особистих амбіцій було зруйновано еталонну, зразкову українську трупу». Втім, загострення особистих стосунків багато в чому стало вже наслідком фінансових негараздів у колективі, що в іншому випадку могло призвести до суттєвого скорочення його складу. «За таких умов створення двох самостійних труп було, напевно, єдино правильним рішенням, оскільки вдалося зберегти практично весь акторський склад, що упродовж тривалого часу під керівництвом двох найдосвідченіших національних митців пройшов першокласну театральну школу. Сформувалися, по суті, два українські професійні театри, котрі своєю діяльністю могли охопити значно більшу територію тодішньої країни. З Кропивницьким залишилось ядро колишньої трупи — М. Заньковецька, М. Садовський, П. Саксаганський, Г. Затиркевич-Карпинська, М. Садовська-Барілотті, І. Загорський, Д. Мова, О. Маркова, А. Максимович та інші. Таким чином, взірцевий акторський ансамбль було збережено, і він продовжував діяти».

#### Репертуар
Серед найвідоміших постановок театру корифеїв — «Запорожець за Дунаєм» Семена Гулака-Артемовського, «Енеїда» Котляревського, опера «Катерина» Миколи Аркаса, комічна опера «Продана наречена» чеського композитора Бедржіха Сметани тощо. Актори живо поєднували драму з комедією, музику з вокальними сценами й танцями.
Театр корифеїв тісно співпрацював з провідними українськими композиторами. Петро Ніщинський написав «Вечорниці» до п'єси Шевченка; Кирило Стеценко створив композиції до «Про що тирса шелестіла» Черкасенка; Микола Лисенко став автором музики до 21 вистави «корифеїв» та 10 оперет, які разом охоплювали всі популярні жанри сценічної музики.
Скрізь, де українські актори давали вистави, вони мали незмінний успіх.
Театрознавець Пилипчук відмічає невіддільну частину сюжетів театру корифеїв від різноманітних фольклорних мотивів, обрядів та ігор, які український народ поєднував з піснею й танцем. Під час вистави можна було побачити сватання, весілля, колядки, щедрівки та інші календарно-обрядові пісні. Більшість творів, які ставилися на сцені були авторськими. В них розповідалося про життя, побут та проблеми простих українців. Завдяки тісному зв'язку між лицедіями та глядачами, театр здобув широкої популярності серед тогочасного населення.

### «Примачі» й «малеча»

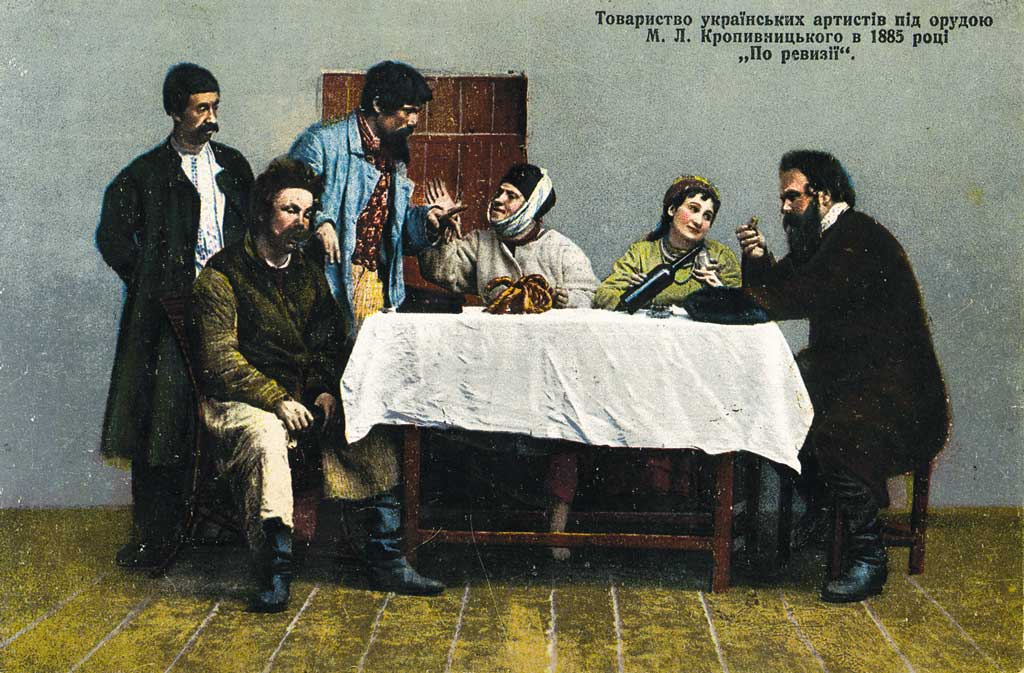
Вистава «По ревізії» 1885 року

У 1885 році єдина досі театральна трупа розділилася: Марко Кропивницький зі своїми акторами відокремився від Михайла Старицького і його прихильників. Обидва колективи відразу ж почали самостійне творче життя.
З Кропивницьким залишається основний склад акторів, їх звали «примачі»: Марія Заньковецька, Микола Садовський, Панас Саксаганський, Ганна Затиркевич-Карпінська. Перші театральні виступи розпочалися у квітні 1885 року з вистави «Чорноморці» в Єлисаветграді. Вони також вперше вийшли на сцену з виставами «Бондарівна», «Розумний і дурень», «Мартин Боруля» Карпенко-Карого.
Режисер вимагав від «примачів» життєвої правди на сцені, розкриваючи психологічні образи своїх героїв.
Михайло Старицький сформував нову трупу, до складу якої увійшли переважно молоді актори (як він називав — «малеча»), проте за два роки існування колектив розрісся до 61 актора, 65 хористів та 32 музикантів оркестру. Старицький більше уваги приділяв фізичній складовій, в чому режисеру допомагав композитор Микола Лисенко. На рахунку «малечі» було багато опер, оперет і музичних драм, як-то «Чорноморці», «Ніч під Івана Купала», «Різдвяна ніч». У 1895 році Михайло Старицький відійшов від театральної діяльності.

### Гастрольна діяльність

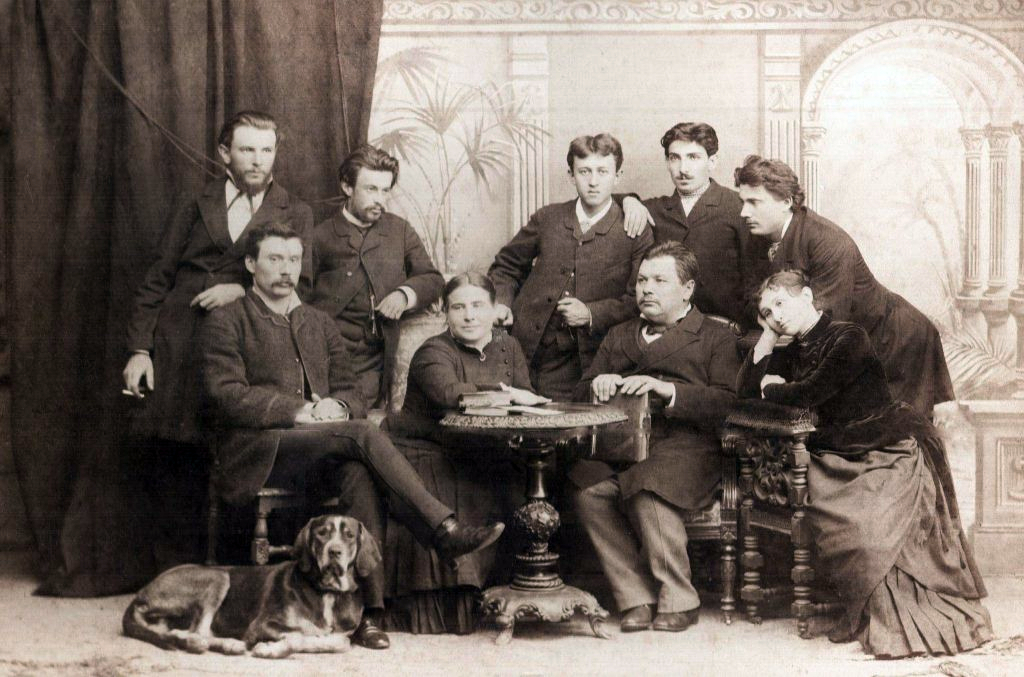
Актори з трупи Кропивницького, 1886 р. Перший ряд зліва направо: Садовський, Затиркевич-Карпинська, Кропивницький, Заньковецька. Третій у другому ряду — Максимович.

Через заборони російської влади виступати у більшості українських губерній, колектив був змушений вести широку гастрольну діяльність. Колектив успішно виступав у багатьох містах тодішньої імперії, переважно там де мешкала значна українська діаспора, зокрема Петербурзі, Москві, Варшаві, Мінську, Тифлісі, Баку, Вільно.
У листопаді 1886 року трупа Кропивницького одержала дозвіл приїхати на гастролі до столиці імперії Петербурга. Напередодні гастролей російська преса відгукувалася про трупу Кропивницького з великим скептицизмом, навіть зневагою, називала гостей з України «мужицьким» та «хохлацьким» театром. Проте вже перші вистави вразили вибагливих столичних глядачів не лише акторською грою, а й злагодженим акторським ансамблем, котрий був родзинкою театру корифеїв.
Виступами українських акторів зацікавився імператор Олександр ІІІ, для якого 4 січня 1887 року у театрі «Фантазія» були поставлені дві вистави за творами Т. Шевченка («Назар Стодоля») та М. Старицького («Як ковбаса та чарка, то минеться й сварка»). Імператор був дуже задоволений грою українських акторів. 25 січня трупа Кропивницького вдруге виступає у присутності царської родини, на імператорській сцені — в Маріїнському театрі, де ні до, ні після цього не одержувала дозволу виступати жодна з провінційних труп. Цього дня грали «Наталку Полтавку» І. Котляревського та «Бувальщину» А. Велісовського.
За підсумками петербурзьких гастролей провідні актори театру Кропивницький і Заньковецька отримали запрошення служити в імператорському Александринському театрі, від яких вони відмовилися.
«Успішна презентація української культури в столиці тодішньої країни надзвичайно багато важила для подальшого розвитку не тільки національного театрального мистецтва, а, врешті, й української державності. Театру Кропивницького вдалося частково спростувати міф про те, що самобутньої української культури начебто не існує, і прорубати не вікно, то принаймні квартирку в цивілізований світ, а отже, й прокласти (чи бодай намітити) вузеньку стежечку до визнання її у світі».
У 1887 році виступали в Казані. На вистави ходило багато поляків, яким, за словами журналіста часопису «Kurjer Lwowski», мова Шевченка є зрозумілішою, ніж місцевим росіянам.

### Оцінки критиків
Серед багатьох відгуків, що супроводжували виступи українських акторів, чи не найпомітнішими були відгуки визнаного естета театрознавця Олексія Суворіна, який, попри своє неприховане українофобство, визнавав, що «у малоруській трупі такий ансамбль, якого немає на александринській сцені», що в цьому колективі «є такі обдаровання, які були б першими на імператорських театрах». Порівнюючи Марію Заньковецьку з Сарою Бернар, Суворін доходив висновку, що темпераментна зірка української сцени все ж краща за уславлену Бернар — «холодну, хоча й чудову актрису». Він також високо оцінив майстерність керівника трупи, зауваживши, що «Кропивницький не лише незрівнянний актор, а й такий самий незрівнянний режисер. Його рука помітна у постановці кожної п'єси, у щонайменшій деталі й загальній картині її. Його маленький оркестр слухається його так само, як великий Направника. Усе на своєму місці й усе вчасно».
Театральні критики Петербурга слушно порівнювали виступи трупи Кропивницького з виступами відомої на увесь світ німецької трупи «Майнінгенців», яка в 70-х роках XIX століття відвідала й Російську імперію. Схожість ця полягає у театральному новаторстві Кропивницького: сповідуванні нової тоді ідеї створення під час вистави акторського ансамблю, заміні мальованих декорацій об'ємними, відтворенні театральних сцен в усіх побутових деталях (часом це набувало цілковитого натуралізму) тощо.

### Подальша діяльність

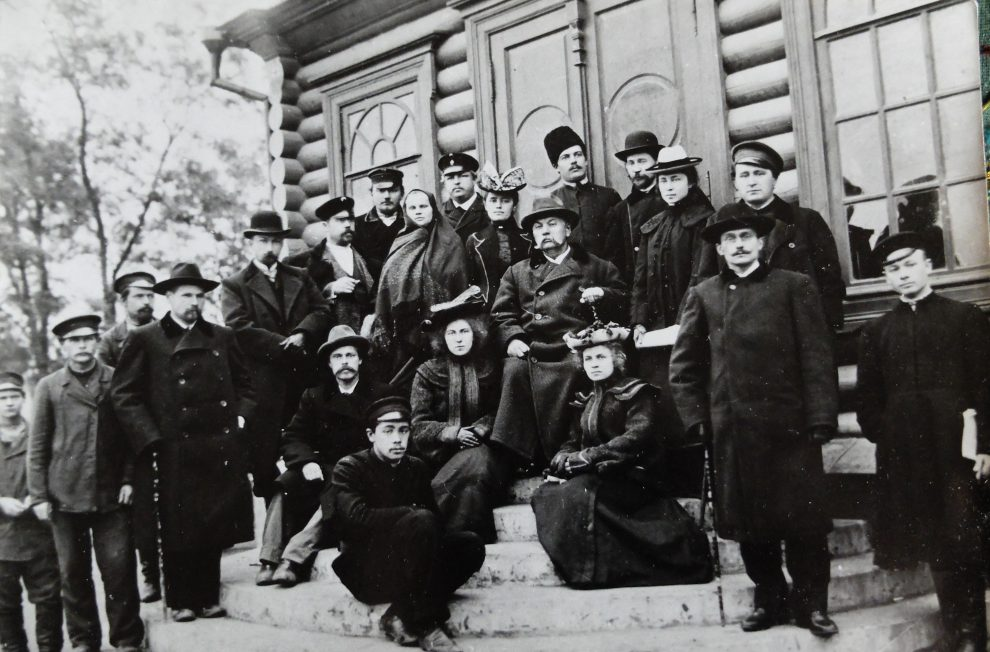
Трупа Кропивницького, 1890-ті рр.

У 1890-х рр. Марка Кропивницького було названо «батьком українського театру», й відтоді цей почесний титул постійно супроводжував його ім'я. До 1902 року, він залишався провідною постаттю української сцени, коли був змушений частково відійти від справ, через проблеми зі здоров'ям. Він був провідним актором театру корифеїв, а також режисером, драматургом, мав сильний голос для виконання музичних партій, добре знався на музиці й сам писав мелодії для багатьох п'єс, розумівся на образотворчому мистецтві (це, зокрема, дозволяло йому керувати створенням декорацій), був тонким й спостережливим психологом, що постійно проявлялося у його режисурі.
Своєю багатогранною діяльністю він виховав ціле покоління українських театралів-професіоналів. З часом провідні артисти утворювали власні трупи, що розділялися об'єднувалися, змінювали назви тощо. У 1888 році власну трупу організував Микола Садовський. У 1890 утворилося Товариство російсько-малоросійських артистів під орудою братів Тобілевичів Панаса Саксаганського та Івана Карпенка-Карого. 1898 року трупи Садовського та Саксаганського об'єдналися, у 1900 до них приєднався ансамбль Кропивницького. Свої трупи організовували Онисим Суслов, Олександр Василенко, Федір Волик та інші. 12 березня 1908 року трупа Суслова у Петербурзі вперше показала виставу «Ревізор» у перекладі українською мовою. Таким чином було продемонстровано, що російськомовні п'єси цілком можуть демонструватися українською мовою.
1906 року у Полтаві утворився пересувний театр Миколи Садовського, у 1915-16 роках у Києві діяло Товариство українських акторів організоване й очолене Іваном Мар'яненком, з участю Марії Заньковецької та Панаса Саксаганського.

### Стаціонарний театр Садовського

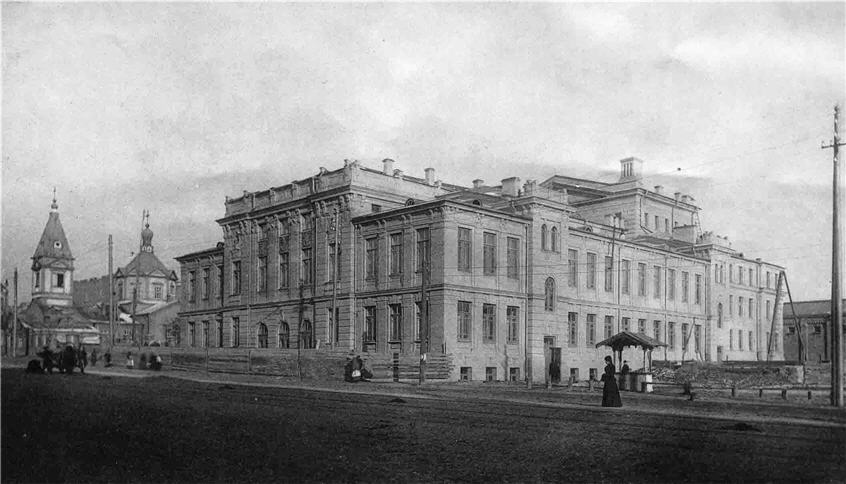
Троїцький народний будинок, у якому з 1907 року діяв перший український стаціонарний театр. Нині — Київський театр оперети

1907 року Миколі Садовському вдалося відкрити в Києві перший стаціонарний Український театр.
У репертуарі театру були такі вистави, як «Запорожець за Дунаєм», «Продана наречена», «Галька», «Катерина», «Енеїда» Котляревського. Сміливою перемогою стала постановка українською мовою «Ревізора» Гоголя.
Микола Садовський зробив свій стаціонарний театр по-справжньому народним не тільки в репертуарі, але й у доступності його відвідування. Ціни на квитки були значно нижчими, ніж в інших київських театрах.
Театр Садовського проіснував сім років, до початку Першої світової війни (1914), коли російською владою було закрито не тільки театр, а й усі українські газети, журнали та книгарні.

## Вшанування пам'яті
1982 року ухвалена постанова ЮНЕСКО, за якою 100-річний ювілей від дня заснування М. Кропивницьким свого театру відзначався на міжнародному рівні.

### Відео
- «Естетика, революційність та бізнес-модель Театру корифеїв». Лекція Ганни Веселовської. Mystetskyi Arsenal на YouTube
- 10 клас. Українська література. Розвиток драматургії. Від аматорських гуртків до “театру корифеїв”. Всеукраїнська школа онлайн на YouTube
- Театр Корифеїв у Миколаєві: з чого все починалося? Платформа MY ART на YouTube